# Mike and Jake Live Close to Nature
Mike and Jake Live Close to Nature è un cortometraggio del 1914 diretto da Allen Curtis. Prodotto e distribuito dall'Universal Film Manufacturing Company (con il nome Joker), uscì in sala il 7 gennaio 1914.